# Recardães e Espinhel
Recardães e Espinhel est une paroisse civile portugaise (en portugais : freguesia) de la municipalité d'Águeda dans le district d'Aveiro. Elle est créée en 2013, par fusion des paroisses de Recardães et Espinhel.

## Géographie
Au nord, Recardães e Espinhel est traversée par la rivière Águeda (pt), affluent de la Vouga. Au sud-ouest, la Cértima (pt) marque la frontière entre la paroisse et la municipalité d'Oliveira do Bairro.

## Histoire
La paroisse est créée par la loi no 11-A/2013 du 28 janvier 2013 portant réorganisation administrative du territoire des freguesias, en fusionnant les paroisses de Recardães et Espinhel. Son nom officiel est União das Freguesias de Recardães e Espinhel et son siège est fixé à Recardães.

## Démographie
Lors du recensement de 2021, Recardães e Espinhel compte 5 755 habitants.